# أرماندو بيليجريني
أرماندو بيليجريني (بالإيطالية: Armando Pellegrini)‏ هو دراج إيطالي، ولد في 3 يونيو 1933 في بيدوليتا في إيطاليا.

## وصلات خارجية
- أرماندو بيليجريني على موقع أرشيف الدراجات (الإنجليزية)
- أرماندو بيليجريني على موقع إحصائيات الدراجات الإحترافية (الإنجليزية)
- أرماندو بيليجريني على موقع CycleBase (الإنجليزية)